# Längenloch
Längenloch ist ein mit Verordnung des Regierungspräsidiums Tübingen vom 24. November 1980 ausgewiesenes Naturschutzgebiet mit der Nummer 4.083.

## Lage
Das Naturschutzgebiet befindet sich im Naturraum Hohe Schwabenalb und liegt etwa 800 Meter westlich von Onstmettingen in unmittelbarer Nachbarschaft zum Naturschutzgebiet Geifitze. Es ist vollständig umgeben vom Landschaftsschutzgebiet Nr. 4.17.001 Albstadt-Bitz. Das Gebiet ist sowohl Teil des FFH-Gebiets Nr. 7719-341 Gebiete um Albstadt als auch des Vogelschutzgebiets Nr. 7820-441 Südwestalb und Oberes Donautal.
Geologisch liegt das Gebiet in der Impressamergel-Formation des Oberjuras.

## Schutzzweck
Laut Verordnung ist der Schutzzweck die Erhaltung des reizvoll mit großen Buchen und Wacholdern besetzten Südhangs mit seinen zahlreichen seltenen Pflanzen, insbesondere stark gefährdeter Orchideen.

## Flora
Die Besonderheit der Flora des Gebiets zeigt sich am Vorkommen von 14 geschützten Pflanzenarten, darunter Fliegen-Ragwurz, Bienen-Ragwurz und Helm-Knabenkraut.